# Lady Mastermind
Lady Mastermind, il cui vero nome è Regan Wyngarde, è un personaggio dei fumetti creato da Chris Claremont (testi) e Salvador Larroca (disegni), pubblicato dalla Marvel Comics. Apparsa per la prima volta sulle pagine di X-Treme X-Men n. 6 (dicembre 2001), Regan è una mutante dalla dubbia moralità figlia dell'originale Mastermind.

## Biografia del Personaggio

### X-Treme X-Men
Apparsa come collaboratrice di Sebastian Shaw quando questi cercò di vendicarsi della X-Man Sage, l'uomo la utilizzò per prendere il controllo della donna mentre questa si trovava a Sydney. Per fare in modo che tornasse al servizio di Shaw, le riempì la testa di illusioni che dovevano indurla a legarglisi mentalmente ed emotivamente ma malgrado ciò, la donna riacquistò il controllo di sé grazie all'aiuto di Lifeguard. La combinazione dei poteri delle due riflesse contro le illusioni lasciandola in uno stato vegetativo.

### X-Men
A seguito della decimazione Lady Mastermind fu una dei pochi mutanti che mantenne i propri poteri.
Durante un'ispezione alla Clinica Fordyce, Cannonball e Uomo Ghiaccio la trovarono in stato comatoso assieme alla Sentinella Omega. Risvegliatasi dopo che Serafina dei Figli della Cripta si collegò alla sua mente per utilizzarne i poteri in modo da ammaliare Cannonball, a Regan fu proposto di entrare a far parte degli X-Men. Quando trovarono colui che muoveva le file della Clinica, il genetista Pandemia, questi rapì Rogue e Regan, Uomo Ghiaccio e Karima riuscirono a sconfiggerlo con l'aiuto di Mystica e Cable. Rogue fu, tuttavia, contagiata dal Ceppo 88 ed il team riparò a Providence, isola fondata e governata da Cable, nella quale Lady Mastermind scoprì che nella sua mente dimorava il parassita psichico Ev Teel Urizen. Costretti a difendersi dall'alieno Ecatombe, dopo un difficile combattimento che portò alla distruzione dell'isola, Rogue sconfisse la creatura assorbendo le 8 miliardi di menti contenute al suo interno grazie al potenziamento che il Ceppo 88 donava ai suoi poteri.

### Marauders
Quando il team si rifugia in casa Mystica per prendersi cura di Rogue dopo la sconfitta di Ecatombe, Regan grazie alle sue illusioni riesce a non far notare agli altri la presenza dei Marauders di Sinistro. Solo dopo che Ciclope, Emma Frost, Bestia e Wolverine sono accorsi in aiuto di Rogue, Regan scioglie le sue illusioni. Marauders ed X-Men si fronteggiano: i primi ne escono vincitori, rapendo Rogue gravemente ferita da un colpo di pistola sparatole da Mystica. Solamente Cannonball e Uomo Ghiaccio riescono a fuggire alla battaglia e grazie all'aiuto telepatico di Emma (intrappolata assieme agli altri X-Men sotto le rovine della casa) a trovare ciò che gli Accoliti cercavano in quello stesso momento allo Xavier Institute, vale a dire i Diari di Destiny. Assieme agli altri, Lady Mastermind si reca nella cittadina di Flint per combattere contro Cannonball e Uomo Ghiaccio per il possesso dei Diari che alla fine dello scontro vengono distrutti da Gambit, anche lui membro dei Marauders.

### Messiah Complex
Assieme a Sole Ardente, Gambit, Prism, Blockbuster, Malice e Scaphunter, Regan si scontra con i Purificatori a Cooperstown per la custodia del messia mutante nato dopo la decimazione. Subito dopo, la si vede assieme a Malice sconfiggere Wolverine nel covo di Sinistro in Antartide prima di essere colpita da Nightcrawler e svenire. Giunti alla battaglia finale sull'isola Muir, Lady Mastermind occulta la propria presenza e quella degli altri Marauders in modo da tendere un'imboscata agli X-Men. Ciononostante, Wolverine capta la sua presenza e la infilza lasciandola a terra apparentemente morta.

### Sorellanza
Inginocchiata presso la tomba del padre e completamente guarita dalle ferite infertele da Wolverine, Regan viene avvicinata da Madelyne Pryor e dalla sua Sorellanza. Dopo aver promesso di resuscitarle il padre, Madelyne invia Chimera, Lady Deathstrike e Spirale a Tokya a trafugare il corpo deceduto di Kwannon e riportarlo a San Francisco dove, tramite un rituale mistico, ne riportano all'interno la psiche di Psylocke facendolo rivivere. Contraria alla presenza della sorella, Regan accetta di partecipare al raid notturno alla base degli X-Men e mette fuori gioco Emma Frost relegandola sul piano psichico.

## Poteri e abilità
Lady Mastermind è una potente mutante capace di creare e proiettare illusioni estremamente convincenti e realistiche nella mente degli altri, abilità di sicuro ereditata dal padre. Le sue illusioni sono di carattere ipnotico e le vittime tendono ad accettare ciò che appare loro come fosse reale: siano esse immagini, personaggi o scenari le illusioni tendono a cambiare costantemente, amalgamendosi con il mondo le circonda. I suoi poteri possono anche uccidere, condizionando la mente del soggetto in modo che le sensazioni dell'illusione sembrino reali (come successe nella sua prima apparizione in X-Treme X-Men: in quella fece in modo che il boss australiano Viceré soffocasse in preda ad una illusione molto realistica), e indurre uno stato di coma facendo in modo che la mente sia intrappolata in una specie di labirinto dal quale difficilmente possa venire fuori. Diversamente dal padre, possiede anche una limitata telepatia, riscontrata anche nella sorella Martinique, che sfrutta per sondare la mente dell'avversario e carpire le sue debolezze per farle diventare illusioni che permangono anche qualora lei svenga.
In aggiunta ai suoi poteri, Regan porta sempre con sé due pistole che l'aiutano a difendersi da eventuali nemici.

## Altre versioni

### X-Men: The End
Assieme alla sorella, Regan concorre ad intrappolare gli X-Men all'interno di illusioni raffiguranti ciò che più desiderano. Benché provi ancora un forte odio per Martinique, gli ordini di Sinistro, loro alleato, le fanno superare tale emozione e la inducono a collaborare.